# إليزابيث جاكسون
إليزابيث جاكسون (بالإنجليزية: Elizabeth Jackson) هي عدائة موانع ‏ أمريكية، ولدت في 27 أكتوبر 1977 في سولت ليك في الولايات المتحدة.

## وصلات خارجية
- إليزابيث جاكسون على موقع الاتحاد الدولي لألعاب القوى (الإنجليزية)
- إليزابيث جاكسون على موقع رابطة إحصائيات سباق الطريق (الإنجليزية)